# Koceila Berchiche
Koceila Berchiche né le 5 août 1985 à Tizi Ouzou en Algérie, est un footballeur professionnel algérien évoluant au poste de défenseur.

## Biographie
Né le 5 août 1985 à Tizi ouzou, Koceila Berchiche est originaire du village de Beni Douala.[réf. nécessaire]

## Palmarès

### En club
- Champion d'Algérie avec la JS Kabylie en 2008.
- Vice-Champion d'Algérie avec la JS Kabylie en 2009.
- Vainqueur de la coupe d'Algérie en 2011.
- Demi-finaliste de la Ligue des champions de la CAF 2010 avec la JS Kabylie
- Champion du monde militaire en 2011 avec l'Algérie.
- Supercoupe d'Algérie avec le MC Alger en 2014.
- Finaliste la coupe d’Algérie 2018-2019 avec  JSM Bejaia

3 Sélection équipe nationale : 2014 2015

### Carrière internationale
Vainqueur de la Coupe du monde militaire en 2011 avec l'Algérie.